# Gabriel Almond
Gabriel Abraham Almond (Rock Island, 12 gennaio 1911 – Pacific Grove, 25 dicembre 2002) è stato un politologo statunitense.
Studiò all'Università di Chicago e lavorò con Harold Lasswell. Insegnò alla Stanford University dal e alla Yale University.

## Opere
- Comparative Political Systems, in: Journal of Politics XVIII, August 1956, S. 391-409
- Introduction. A Functional Approach to Comparative Politics, in: Gabriel A. Almond / James S. Coleman (Hrsg.): The Politics of the Developing Areas, Princeton 1960, S. 3-64
- The Civic Culture. Political Attitudes and Democracy in Five Nations, Boston / Toronto 1963
- A Developmental Approach to Political Systems, in: World Politics XVII, January 1965, S. 183-214
- Comparative Politics. A Developmental Approach, Boston / Toronto 1966
- Political Development: Analytical and Normative Perspectives, Boston 1968
- Determinancy-Choice, Stability-Change: Some Thoughts on a Contemporary Polemic in Political Theory, in: Government and Opposition V, 1969/70
- Crisis, Choice, and Change. Historical Studies of Political Development, Boston 1973
- Comparative Politics Today. A World View, Boston / Toronto 1980
- A Discipline Divided. Schools and Sects in Political Science, 1990
- Political Science - the History of the Discipline, in: Robert E. Goodin and Hans-Dieter Klingemann: A New Handbook of Political Science, Oxford / New York 1998, S. 50-96